# Khare
Khare (nep. खरे) – gaun wikas samiti w środkowej części Nepalu w strefie Dźanakpur w dystrykcie Dholkha. Według nepalskiego spisu powszechnego z 2001 roku liczył on 421 gospodarstw domowych i 2079 mieszkańców (1074 kobiet i 1005 mężczyzn).